# Paulus Gerdes
Paulus Pierre Joseph Gerdes (* 11. November 1952 in den Niederlanden; † 10. November 2014) war ein niederländischer Mathematiker und Hochschullehrer, der einer der Begründer der Forschung zur Ethnomathematik, besonders in Afrika, ist.

## Leben
Gerdes studierte Mathematik und Physik an der Universität Nijmegen mit dem Bachelor-Abschluss 1972. Er war politisch links engagiert. Nach einem Aufenthalt in Vietnam studierte er Kulturanthropologie mit dem Bachelor-Abschluss 1974 und Mathematik mit dem Master-Abschluss 1975. In den Niederlanden lehrte er am Zentrum für die Dritte Welt (Centro do Terceiro Mundo) und hatte Verbindungen zu Anti-Apartheid-Gruppen und Befreiungsbewegungen in Südafrika. Ende 1976 ging er nach Mosambik und wurde später Staatsbürger des Landes.
1986 wurde er an der Pädagogischen Hochschule Dresden unter seinem Doktorvater Heiner Meyer promoviert mit der portugiesischen Dissertation O Despertar do Pensamento Geométrico (Über die Ursprünge geometrischen Denkens) und 1996 an der Universität Wuppertal ein zweites Mal mit einer Dissertation über Sona-Geometrie (Geometria Sona: reflexões sobre tradições de desenhar na areia entre os povos da Á frica ao Sul do Equador).
Er war ab 1976 Professor und Leiter der pädagogischen Fakultät an der Eduardo-Mondlane-Universität in Maputo und ab 1989 Rektor des höheren pädagogischen Instituts, das unter seiner Leitung zur Pädagogischen Universität von Mosambik wurde. Außerdem war er in der Gründungskommission der dritten Universität von Mosambik, der Lúrio-Universität in Nampula. 1989 gründete er das Centro de Pesquisas em Etnomatemática – Cultura, Matemática e Educação und sammelte viele Schüler um sich, die sich mit Ethnomathematik befassten. Bevor er an einer seltenen Infektionskrankheit starb, organisierte er den fünften internationalen Kongress für Ethnomathematik in Maputo.
Bekannt wurde er für die Erforschung der Sona-Geometrien des Bantu-Stammes der Chokwe, komplexe Sandzeichnungen, mit denen Erzähler ihre Geschichten illustrierten. Er hat einige der Erzählungen mit den zugehörigen Zeichnungen auch als Kinderbuch herausgebracht, das 1990 in Brasilien erschien und später auch auf Deutsch. Die afrikanischen Sona (Lunda)-Designs dienten ihm auch als Ausgangspunkt geometrischer Forschung. Er befasste sich aber auch mit geometrischen Formen und mathematischen Symmetrien in verschiedenen Handwerksformen in Afrika. In einem Aufsatz verband er hexagonale Webmuster afrikanischer Körbe mit der Mathematik von Fullerenen. Außerdem betont er die pädagogische Rolle der Ethnomathematik für die Lehre in nicht-westlichen Ländern.
1996 bis 1998 war er Gastprofessor an der University of Georgia, und er war Gastprofessor in Brasilien, Peru, Frankreich und Spanien. Seit 1996 leitete er die Kommission für Geschichte der Mathematik in Afrika (AMUCHMA) der African Mathematical Union. 1991 bis 1995 war er Sekretär der Southern African Mathematical Sciences Association (SAMSA).
2000 bis 2004 war er Präsident der International Association for Science and Cultural Diversity und ab 2000 war er als Nachfolger von Ubiratàn D’Ambrósio Präsident der International Group of Ethno-mathematical Studies. Er war Mitglied der International Academy for the History of Science und ab 2005 Vizepräsident der African Academy of Sciences.
Er befasste sich auch mit Mathematikgeschichte, zum Beispiel veröffentlichte er 1985 und 2014 über die mathematischen Manuskripte von Karl Marx zur Analysis und über den afroamerikanischen Sklaven und Rechenkünstler Thomas Fuller.

## Schriften
- Marx demystifies calculus, Minneapolis: Marxist Educational Press 1985
- How to recognize hidden geometrical thinking: a contribution to the development of anthropological mathematics, in: For the Learning of Mathematics, Band 6, Heft 2, 1986, S. 10–12, 17.
- A widespread decorative motif and the Pythagorean theorem, in: For the Learning of Mathematics, Band 8, Heft 1, 1988, S. 35–39.
- On ethmomathematical research and symmetry, in: Symmetry: Culture and Science, Band 1, 1990, S. 154–170.
- Ethnogeometrie: kulturanthropologische Beiträge zur Genese und Didaktik der Geometrie, Bad Salzdetfurth: Franzbecker 1990
- Sona geometry: Reflections on the tradition of sand drawings in Africa south of the equator, Maputo 1994 (Dissertation in Wuppertal)
- On mathematics in the history of Sub-Saharan Africa, Historia Mathematica, Band 21, 1994, S. 345–376.
- Une tradition géométrique en Afrique – les dessins sur le sable, Paris: L'Harmattan, 3 Bände, 1995
- Women and Geometry in Southern Africa, Pädagogische Universität Maputo 1995
- Lunda Geometry: Designs, Polyominoes, Patterns, Symmetries, Pädagogische Universität Maputo 1996
- On mirror curves and Lunda designs, Computes & Graphics, Band 21, 1997, S. 371–378.
- On culture, geometrical thinking and mathematics education, in: A. B. Powell, M. Frankenstein (Hrsg.), Ethnomathematics, Albany, SUNY Press 1997, S. 223–248.
- Ethnomathematik dargestellt am Beispiel der Sona-Geometrie, Spektrum Akademischer Verlag 1997
- Women, Art and Geometry in Southern Africa, Trenton, New Jersey: Africa World Press 1998
- Otthava: Making Baskets and Doing Geometry in the Makhuwa Culture in the Northeast of Mozambique, Maputo 2010
- Geometry from Africa: Mathematical and Educational Explorations, Mathematical Association of America 1999
- Le cercle et le carré: Créativité géométrique, artistique et symboliques de vannières et vanniers d' Afrique, d' Amérique, d'Asie et d'Oceanie, Paris: L'Harmattan 2000
- Lusona: recreacoes geometricas de Africa, Maputo, Lissabon 2002 (portugiesisch)
- Awakening of geometrical thought in early culture, MEP Press, Minneapolis 2003 (erweiterte Fassung seiner Dissertation in Dresden)
- Ethnomathemática – Reflexoes sobra matematica e diversidade cultural, Ribeirao, Edicoes Humus 2007 (portugiesisch)
- mit Ahmed Djebbar: Mathematics in African Histories and Cultures: an annotated Bibliography, Lulu, Morrisville, North Carolina 2007
- Lunda Geometry: Mirror Curves, Designs, Knots, Polyominoes, Patterns, Symmetries, Maputo 2007
- Drawings from Angola: Living Mathematics, Maputo 2007
- African Basketry: a gallery of twill-plaited designs and patterns, Maputo 2007
- Adventures in the world of matrices, New York, Nova Science Publishers 2007
- Pfade von Leoparden, Antilopen und Jägern. Lebendige Mathematik in angolanischen Sandzeichnungen, Maputo 2008 (sein Kinderbuch)
- Sipatsi: Basketry and Geometry in the Tonga culture of Inhambane (Mozambique, Africa), Lulu, Morrisville, North Carolina 2009
- Exploration of technologies, emerging from African cultural practices, in mathematics (teacher) education, ZDM, Band 42, 2010, S. 11–17.
- The philosophical-mathematical manuscripts of Karl Marx on Differential Calculus: An introduction, 2. Auflage, Maputo 2014